# Lallie, Bắc Dakota
Lallie là một xã thuộc quận Benson, tiểu bang Bắc Dakota, Hoa Kỳ. Năm 2010, dân số của xã này là 40 người.